# Henryk Wieniawski
Henryk Wieniawski (født 10. juli 1835 i Lublin, Polen - død 31. marts 1880 i Moskva, Rusland) var en polsk violinist, professor, komponist og lærer.
Wieniawski var en virtuos violinist som betragtes som en af de største violinister i historien. Han har som komponist mest skrevet musik for violinen i alle afskygninger. Wieniawski er storebror til pianisten og komponisten Józef Wieniawski. Han studerede violin på Musikkonservatoriet i Paris (1843-1846), og igen i (1849). Herefter blev han af Anton Rubinstein inviteret til Sankt Petersborg, hvor han slog sig ned og underviste i violin (1860-1872). Han turnerede som koncertviolinist i USA sammen med Anton Rubinstein på klaver (1872-1874). Herefter solg han sig ned I Bruxelles hvor han blev lærer og professor i violin og komposition på det Kongelige Musikkonservatorium.

## Udvalgte værker
- Violinkoncert nr. 1 (i F#-mol) - for violin og orkester
- Violinkoncert nr. 2 (i D-mol) - for violin og orkester
- Violinkoncert nr. 3 (i A-mol) (ufuldendt) - for violin og orkester
- L'École moderne, 10 Études-Caprices - for solo violin
- Polonaise brillante - for solo violin
- Legende - for solo violin
- Scherzo-Tarantelle - for solo violin
- Obertass (i G-dur) - for violin og klaver